# Kolāmsar
Kolāmsar är en ort i Iran.   Den ligger i provinsen Gilan, i den nordvästra delen av landet, 210 km nordväst om huvudstaden Teheran. Kolāmsar ligger 66 meter över havet och antalet invånare är 436.
Terrängen runt Kolāmsar är platt åt nordväst, men åt sydost är den kuperad.Runt Kolāmsar är det ganska tätbefolkat, med 155 invånare per kvadratkilometer. Närmaste större samhälle är Lāhījān, 15,4 km öster om Kolāmsar. I omgivningarna runt Kolāmsar växer i huvudsak blandskog.